# مرکز خرید ناتیلوس

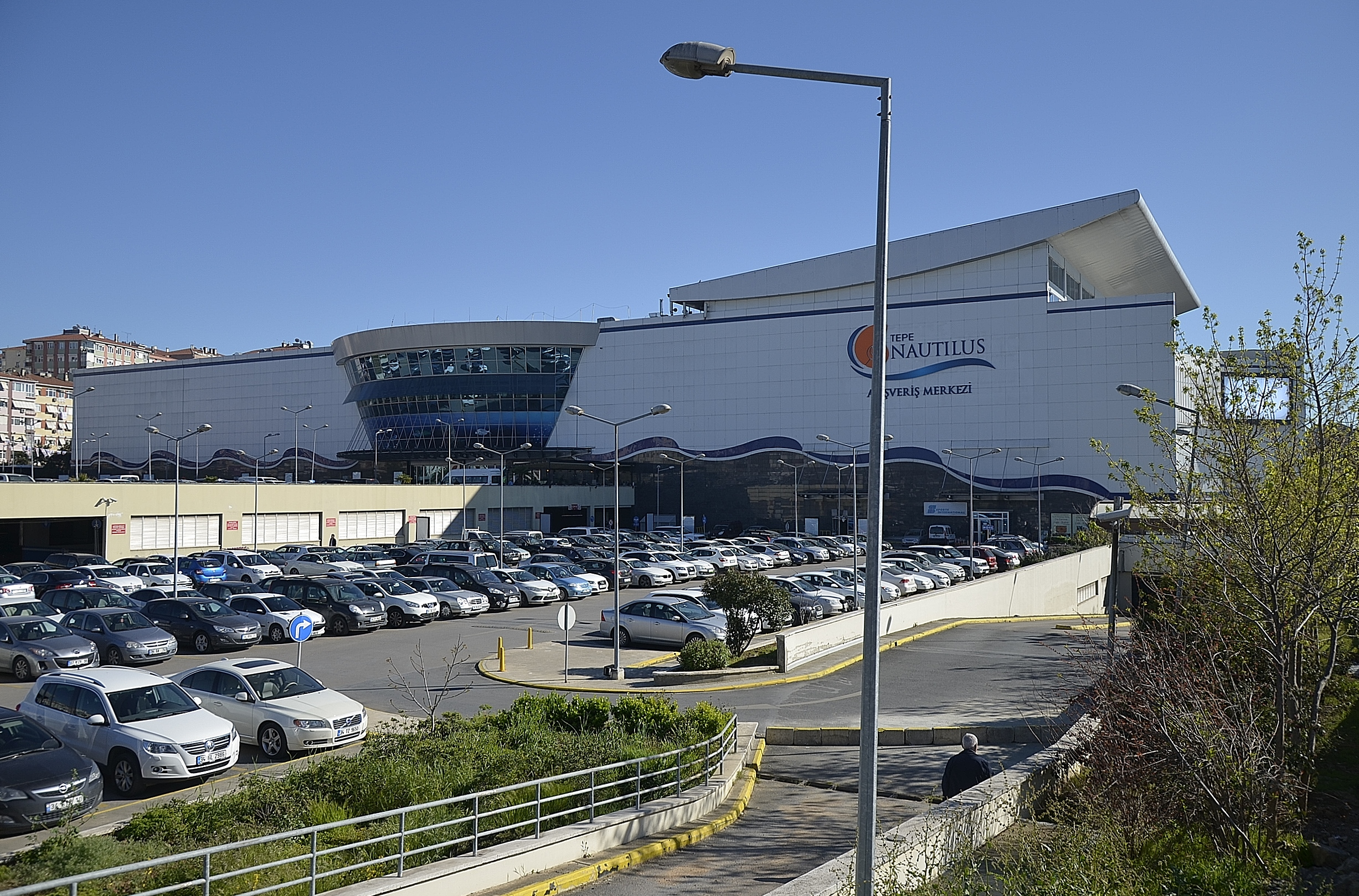

تپه ناتیلوس (به انگلیسی: Tepe Nautilus) که در سپتامبر ۲۰۰۱ افتتاح شد، یک مرکز خرید در استانبول ترکیه است. این مرکز خرید توسط شرکت Tepe Group، در محله Acıbadem در منطقه Kadıköy در بخش آسیایی استانبول واقع شده‌است.
تپه ناتیلوس یک مرکز خرید است که نام، دکوراسیون و ویژگی‌های معماری آن با دریا و دریانوردی مرتبط است. مساحت آن ۱۷۰۰۰۰ متر مربع (۱۸۰۰۰۰۰ فوت مربع) است. این مرکز خرید از ۱۳۰ فروشگاه در سه طبقه، یک فروشگاه بزرگ و سوپرمارکت کارفور تشکیل شده‌است. فودکورت آن نیز میزبان ۱۶ رستوران و کافه است.

## پیوند به بیرون

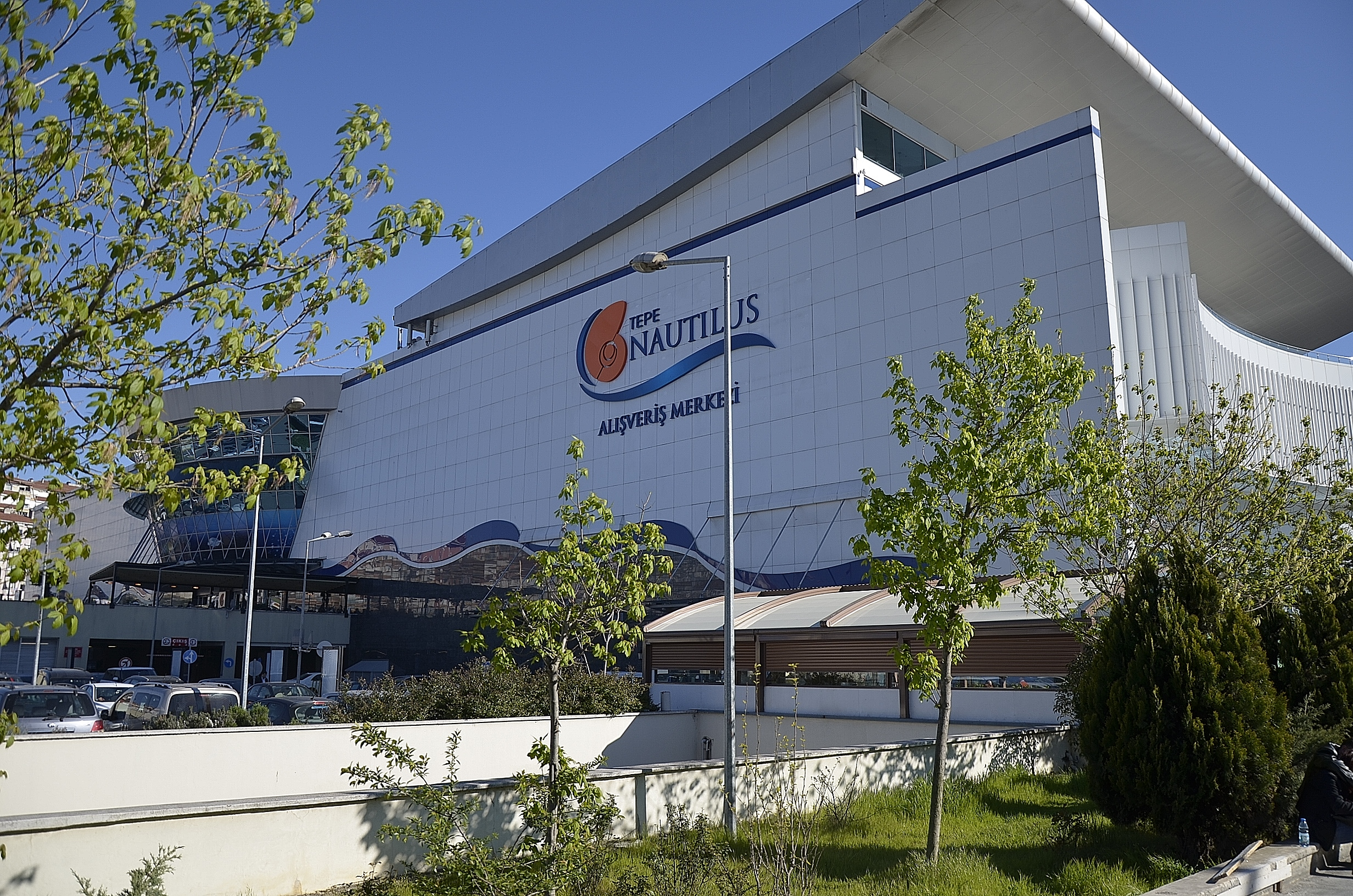
مرکز خرید تپه ناتیلوس